# Fernando Luis Ribas Dominicci repülőtér
A Fernando Luis Ribas Dominicci repülőtér (IATA: SIG, ICAO: TJIG) Puerto Rico egyik nemzetközi repülőtere, amely Miramar közelében található. Éves utasforgalma 3050 fő .

## Légitársaságok és úticélok
2023-ban a Fernando Luis Ribas Dominicci repülőtérről az alábbi járatok indulnak:

### Személy
| Légitársaság     | Célállomások                                                                                    |
| ---------------- | ----------------------------------------------------------------------------------------------- |
| Air Flamenco     | Culebra, Vieques                                                                                |
| M&N Aviation     | Charter: La Romana, Punta Cana, Santiago de los Caballeros, Santo Domingo–Las Americas, Vieques |
| Vieques Air Link | Culebra, Vieques                                                                                |

## Forgalom
Az utasforgalom az elmúlt években az alábbi módon változott:
| Utasok száma | 23 781 | 50 010 | 48 108 | 36 722 | 28 212 | 32 562 | 16 149 |
|              | 2014   | 2015   | 2016   | 2017   | 2018   | 2019   | 2020   |

## Futópályák
A repülőtér futópályái:
- 09/27 (5539 ft, 100 ft, aszfalt)